# Frédéric Michalak
Frédéric Michalak (Toulouse, França, 16 de outubro de 1982) é um conhecido jogador de râguebi francês que atua no Toulouse. Ele já jogou 40 vezes pela França. Michalak originalmente se posicionava como half-scrum, mas recentemente mudou de posicão, passando a ser o abertura. Além de ser um dos atletas franceses mais conhecidos do mundo, ele é garoto-propaganda de anúncios da Nike.
Michalak joga no Toulouse desde 1998 quando tinha 16 anos, fez parte do time que ganhou o Campeonato Francês em 2001 e a Copa Heineken em 2003. Sua estréia na Seleção Francesa ocorreu em 2001, aos 19 anos, contra a África do Sul, participando posteriormente da Copa do Mundo de 2003. Michalak também atuou nas vitórias francesas no Seis Nações de 2004 e 2006.

## Vida

### 2001-2002
O clube de Michalak, o Toulouse, foi premiado com o Campeonato Francês de 2001 após a vitória sobre o AS Montferrand por 34 to 22. Mais tarde naquele ano, em novembro, Michalak estreou na seleção nacional ao entrar no lugar de um titular, no Stade de France. Naquele dia a França venceu a partida por 20 a 10. Ele foi então posto como titular para o jogo contra a Austrália, na semana seguinte, pelo técnico Bernard Laporte. O jogador se posicionou como half-scrum durante o jogo e marcou seu primeiro ponto ao bater uma falta. A França ganhou por 14 a 13. Michalak também atuou num jogo contra Fiji em Saint-Étienne, no qual a França também ganhou.
No ano seguinte, Michalak jogou no Seis Nações contra a Itália, no Stade de France. Nauquele dia os franceses ganharam de 33 a 12. Apesar de não atuar mais em outras partidas, Michalak comemorou a vitória francesa no torneio.

### 2003
Em 2003, ele iniciou como half-scrum pela França no jogo valendo pelo Seis Nações contra a Itália, no Estádio Flamino, em Roma. A França venceu a partida com Michalak, que marcou seu primeiro try pela seleção nacional. Contra o País de Gales, ele também marcou um try, em Paris, na vitória por 33 a 5. Seu time, o Toulouse venceu a Copa Heineken 2002-03, vencendo o USA Perpignan por 22 a 17 no jogo final. Michalak foi então escalado para a equipe que participou dos testes de junho para a Copa do Mundo de 2003 na Austrália. Nos testes, não foi utilizado no primeiro jogo contra a Argentina. Sua estréia ocorreu no jogo contra os All Blacks, em que marcou oito pontos com seus chutes. Contra a Romênia, marcou 14 pontos; e contra a Inglaterra, marcou 12 dos 17 pontos conquistados.

### Copa do Mundo
Michalak foi, então, escalado para a equipe do mundial e estreou contra Fiji no Suncorp Stadium em Brisbane. Naquela partida, ele marcou 26 pontos. No jogo contra o Japão, Michalak marcou mais de 20 pontos, incluindo um try. No jogo subsequente, repetiu a façanha completando um ensaio contra a Escócia. Nas quartas-de-final, marcou 23 dos 43 pontos da vitória francesa sobre a Irlanda. A semi-final contra a Inglaterra foi marcada pelo duelo de dois grandes jogadores: Michalak pela França e Jonny Wilkinson pela Inglaterra. Apesar de seus esforços Michalak acabou não conseguindo levar os franceses a mais uma vitória. Ele conseguiu, apesar de ter sido eliminado, se consagrar como segundo maior pontuador do torneio, só perdendo para Wilkinson.

### 2004-presente
No ano seguinte, Michalak atuou como titular absoluto nos jogos da França no Seis Nações. Não foi, porém, utilizado no jogo contra a Itália. O Toulouse acabou chegando à final da Copa Heineken 2003-04, mas foi derrotado pelo London Wasps. Michalak jogou algumas vezes pela França em novembro daquele ano contra a Argentina, a Austrália e a Nova Zelândia. Em 2005, jogou em todas as partidas do Seis Nações, bem como na Copa Heineken 2004-05, cujo título foi conquistado na vitória de 18 a 12. Em junho daquele ano, participou de três jogos: dois contra a África do Sul e um contra a Austrália. Em novembro, Michalak atuou nas partidas contra a Austrália, Canadá, Tonga e África do Sul. Entretanto, começou a ser criticado pelos torcedores franceses por conta da derrota de 20 a 16 para a Escócia na semana de abertura do Seis Nações. No jogo contra a Irlanda, após sucessivos erros, Michalak foi substituído no 67o minuto de jogo. O técnico Bernard Laporte se disse satisfeito com sua atuação.
Michalak torceu seu joelho direito durante um treino no Toulouse, que aparentemente comprometeu seus ligamentos laterais. Por conta disso, perdeu o jogos de abertura do Toulouse na Copa Heineken contra Ulster. Ele também não jogou nos testes internacionais de novembro.